# Йорцос, Яннис
Я́ннис Йо́рцос (греч. Γιάννης Γιώρτσος, англ. Yannis C. Yortsos; род. 1950, Родос, Додеканес, Греция) — греко-американский учёный и университетский администратор, профессор химической технологии и нефтепромыслового дела, декан Школы инженерии имени Витерби Южно-Калифорнийского университета (с 2005 года). Иностранный член Российской академии естественных наук (2001), член Национальной инженерной академии США (2008), почётный член Общества инженеров-нефтяников и Американского института инженеров горной, металлургической и нефтяной промышленности (2011), член-корреспондент Афинской академии наук (2013). Почётный доктор Университета Цинхуа (2017).
С 2015 года — старший консультант компании «Bay Environmental Technology (Beijing) Corp.» (Bayeco) (Китай).
Лауреат Почётной медали острова Эллис (2014).
Владеет греческим, английским и французским языками.

## Биография
В 1968 году окончил среднюю школу «Венетеклио» на Родосе.
Окончил Афинский национальный технический университет с учёной степенью бакалавра наук (1973) и Калифорнийский технологический институт со степенями магистра наук (1974) и доктора философии (1979). Все степени в области химической технологии.
В 1979—1990 годах — ассистент-профессор (1979—1984), ассоциированный профессор (1984—1990) и профессор (с 1990 года) Южно-Калифорнийского университета.
Приглашённый профессор Стэнфордского университета, департамента математики и информатики Университета имени Кларксона (1986), Университета Париж-юг XI (1997, 1999, 2001), Университета Пьера и Марии Кюри (1990, 1997, 1999), департамента химической технологии Калифорнийского технологического института (2001), а также ассоциированный исследователь Национального центра научных исследований.
В 1991—1997 годах — глава департамента химической технологии Школы инженерии имени Витерби Южно-Калифорнийского университета.
В 2001—2005 годах — заместитель (2001—2003) и старший заместитель (2003—2005) декана Школы инженерии имени Витерби по учебной работе.
В прошлом — ответственный редактор журнала «Society of Petroleum Engineers Journal» (SPEJ), а также член редакционных коллегий различных изданий, включая «Transport in Porous Media», «Multiscale Modeling and Simulation» Общества промышленной и прикладной математики (SIAM), SPEJ и Американского математического общества.
Член консультативных советов ряда образовательных учреждений по всему миру, в том числе Школы информатики и технологии Университета Цинхуа (Китай), а также член Научного консультативного совета посольства Греции в США.
Автор более 145 публикаций в рецензируемых научных журналах.

## Награды и почести
- 1968—1973 — стипендия от правительства Греции при получении базового высшего образования;
- 1981 — ARCO Oil and Gas Outstanding Jr. Faculty Award;
- 1985 — Мемориальная премия Росситера У. Рэймонда от Американского института инженеров горной, металлургической и нефтяной промышленности (AIME)[20];
- 2000 — награда «Заслуженный педагог» от Инженерного совета округа Ориндж;
- 2008 — премия «Western North America Reservoir Description and Dynamics Award» от Общества инженеров-нефтяников[21];
- 2009 — почётный доктор Международного университета природы, общества и человека «Дубна»;
- Золотая медаль имени П. Л. Капицы от Российской академии наук[22];
- и др.[23]